# Giải phim của Hội đồng Bắc Âu
Giải phim của Hội đồng Bắc Âu là một giải thưởng của Hội đồng Bắc Âu dành cho phim điện ảnh xuất sắc có nguồn gốc từ văn hóa Bắc Âu.
Giải được thành lập vào năm 2002 nhân dịp kỷ niệm 50 năm ngày thành lập Hội đồng Bắc Âu. Từ năm 2005, giải này được trao hàng năm. Năm 2008, khoản tiền thưởng của giải là 350.000 krone Đan Mạch (tương đương 47.000 euro).

## Các phim đoạt giải & được đề cử
| Năm  | Tên tiếng Anh                          | Tên gốc                               | Đạo diễn                           | Nước      |
| ---- | -------------------------------------- | ------------------------------------- | ---------------------------------- | --------- |
| 2002 | The Man Without a Past                 | Mies vailla menneisyyttä              | Aki Kaurismäki                     | Phần Lan  |
| 2005 | Manslaughter                           | Drabet                                | Per Fly                            | Đan Mạch  |
| 2005 | Pusher II: With Blood on My Hands      | Pusher II: With Blood on My Hands     | Nicolas Winding Refn               | Đan Mạch  |
| 2005 | Frozen Land                            | Paha Maa                              | Aku Louhimies                      | Phần Lan  |
| 2005 | The 3 Rooms of Melancholia             | Melancholian 3 huonetta               | Pirjo Honkasalo                    | Phần Lan  |
| 2005 | Screaming Masterpiece                  | Gargandi Snilld                       | Ari Alexander Ergis Magnússon      | Iceland   |
| 2005 | Dís                                    | Dís                                   | Silja Hauksdóttir                  | Iceland   |
| 2005 | Kissed by Winter                       | Vinterkyss                            | Sara Johnsen                       | Na Uy     |
| 2005 | Hawaii, Oslo                           | Hawaii, Oslo                          | Erik Poppe                         | Na Uy     |
| 2005 | The Guitar Mongoloid                   | Gitarrmongot                          | Ruben Östlund                      | Thụy Điển |
| 2005 | A Hole in My Heart                     | Hål i mitt hjärta                     | Lukas Moodysson                    | Thụy Điển |
| 2006 | Zozo                                   | Zozo                                  | Josef Fares                        | Thụy Điển |
| 2006 | After the Wedding                      | Efter bryllupet                       | Susanne Bier                       | Đan Mạch  |
| 2006 | Offscreen                              | Offscreen                             | Christoffer Boe                    | Đan Mạch  |
| 2006 | Revolution                             | Revolution                            | Jouko Aaltonen                     | Phần Lan  |
| 2006 | Mother of Mine                         | Äideistä parhain                      | Klaus Härö                         | Phần Lan  |
| 2006 | Thicker Than Water                     | Blóðbönd                              | Árni Ásgeirsson                    | Iceland   |
| 2006 | A Little Trip to Heaven                | A Little Trip to Heaven               | Baltasar Kormákur                  | Iceland   |
| 2006 | Free Jimmy                             | Slipp Jimmy fri                       | Christopher Nielsen                | Na Uy     |
| 2006 | The Bothersome Man                     | Den brysomme mannen                   | Jens Lien                          | Na Uy     |
| 2006 | Mouth to Mouth                         | Mun mot mun                           | Björn Runge                        | Thụy Điển |
| 2007 | The Art of Crying                      | Kunsten at Græde i Kor                | Peter Schønau Fog                  | Đan Mạch  |
| 2007 | AFR                                    | AFR                                   | Morten Hartz Kaplers               | Đan Mạch  |
| 2007 | A Man's Job                            | Miehen työ                            | Aleksi Salmenperä                  | Phần Lan  |
| 2007 | Children                               | Börn                                  | Ragnar Bragason                    | Iceland   |
| 2007 | Jar City                               | Mýrin                                 | Baltasar Kormákur                  | Iceland   |
| 2007 | Reprise                                | Reprise                               | Joachim Trier                      | Na Uy     |
| 2007 | Sons                                   | Sønner                                | Erik Richter Strand                | Na Uy     |
| 2007 | Falkenberg Farewell                    | Farväl Falkenberg                     | Jesper Ganslandt                   | Thụy Điển |
| 2007 | Darling                                | Darling                               | Johan Kling                        | Thụy Điển |
| 2008 | You, the Living                        | Du levande                            | Roy Andersson                      | Thụy Điển |
| 2008 | The Early Years: Erik Nietzsche Part 1 | De unge år - Erik Nietzsche Del 1     | Jacob Thuesen                      | Đan Mạch  |
| 2008 | The Home of Dark Butterflies           | Tummien perhosten koti                | Dome Karukoski                     | Phần Lan  |
| 2008 | White Night Wedding                    | Brúðguminn                            | Baltasar Kormákur                  | Iceland   |
| 2008 | The Man Who Loved Yngve                | Mannen som elsket Yngve               | Stian Kristiansen                  | Na Uy     |
| 2009 | Antichrist                             | Antichrist                            | Lars von Trier                     | Đan Mạch  |
| 2009 | Sauna                                  | Sauna                                 | Antti-Jussi Annila                 | Phần Lan  |
| 2009 | The Amazing Truth About Queen Raquela  | The Amazing Truth About Queen Raquela | Olaf de Fleur Johannesson          | Iceland   |
| 2009 | North                                  | Nord                                  | Stian Kristiansen                  | Na Uy     |
| 2009 | Light Year                             | Ljusår                                | Mikael Kristersson                 | Thụy Điển |
| 2010 | Submarino                              | Submarino                             | Thomas Vinterberg                  | Đan Mạch  |
| 2010 | Steam of Life                          | Miesten vuoro                         | Joonas Berghäll và Mika Hotakainen | Phần Lan  |
| 2010 | The Good Heart                         | The Good Heart                        | Dagur Kári                         | Iceland   |
| 2010 | Upperdog                               | Upperdog                              | Sara Johnsen                       | Na Uy     |
| 2010 | Metropia                               | Metropia                              | Tarik Saleh                        | Thụy Điển |
| 2011 | Beyond                                 | Svinalängorna                         | Pernilla August                    | Thụy Điển |
| 2011 | Truth About Men                        | Sandheden om mænd                     | Nikolaj Arcel                      | Đan Mạch  |
| 2011 | The Good Son                           | Hyvä poika                            | Zaida Bergroth                     | Phần Lan  |
| 2011 | Undercurrent                           | Brim                                  | Árni Ólafur Ásgeirsson             | Iceland   |
| 2011 | Oslo, August 31st                      | Oslo, 31. August                      | Joachim Trier                      | Na Uy     |